# Chalcionellus olexai
Chalcionellus olexai är en skalbaggsart som beskrevs av Tomas Lackner 2003. Chalcionellus olexai ingår i släktet Chalcionellus och familjen stumpbaggar. Inga underarter finns listade i Catalogue of Life.